# Bahnhof Canonbury
Der Bahnhof Canonbury liegt im London Borough of Islington in der Travelcard-Zone 2. Er wird von der Transport for London verwaltet und ausschließlich von Zügen der London Overground betrieben, die auf der North London Line und der East London Line verkehren. Im Jahr 2011 nutzen 0,773 Millionen Fahrgäste den Bahnhof.

## Geschichte
Der Vorgänger des Bahnhofs wurde 1858 von der North London Railway östlich des jetzigen Standorts unter dem Namen Newington Road & Balls Pond eröffnet, erhielt dann aber 1870 den Namen Canonbury und den heutigen Standort. Der Bahnhof war Teil der North London Line und wurde zu Zeiten der British Rail von Vorortszügen zwischen Richmond beziehungsweise Watford Junction nach Broad Street bedient. Nach der Schließung Broad Streets 1986 wurde er nur noch von Zügen der NLL-Verbindung Richmond–North Woolwich bedient. Nach der Privatisierung der British Rail gelangte Canonbury zusammen mit dem Zuglauf von Richmond nach North Woolwich unter das Franchise von Silverlink Metro. 2007 übernahm die Transport for London die Silverlink Metro-Linien und betreibt sie seither unter dem Namen London Overground, zudem wurde der Abschnitt Stratford–North Woolwich stillgelegt. Die TfL beschloss auch, die damals noch zum Underground-Netz gehörende East London Line nach Norden nach Dalston und Highbury & Islington und nach Süden nach Crystal Palace und West Croydon zu verlängern und ebenfalls ins Overground-Netz zu integrieren. Aus diesem Grund wurde der Bahnhof Canonbury vollständig umgebaut. Aufgrund des hohen Verkehrsaufkommens (sechs Züge stündlich auf der North London Line und acht Züge stündlich auf der East London Line) wurde zudem der bereits zuvor auf der North London Line existierende Vierspurabschnitt zwischen Camden Road und Highbury&Islington bis Canonbury verlängert. Vorher war dieser Abschnitt dem Güterverkehr vorbehalten. Der Bahnhof erhielt eine neue Schalterhalle und zwei neue Gleise. Im Zuge von Signalarbeiten und Bahnsteigverlängerungen war die North London Line zwischen Gospel Oak und Stratford für vier Monate gesperrt. Im Zuge dieser Arbeiten wurde auch die North London Line im Bereich Canonbury nach Norden verlegt, so dass die NLL-Züge neu an den neu erstellten Bahnsteigen 3 und 4 halten, während die seit März 2011 verkehrenden Züge der East London Line die bisherigen Gleise 1 und 2 nutzen. Diese sind barrierefrei erreichbar.

## Canonbury Curve
Westlich des Bahnhofs stößt die Canonbury Curve zur North London Line, eine durch den Canonbury Tunnel führende Verbindung zur East Coast Main Line in Finsbury Park. Die Verbindung ist jedoch ausschließlich dem Güterverkehr vorbehalten und erlaubt eine Verbindung zwischen der ECML und der Great Eastern Main Line. Früher hatte die Verbindung die Bedeutung als Anschluss der Docklands rund um Poplar an die Hauptstrecke nach Nordostengland und Schottland.

## Funktion
Der Bahnhof hat als Hauptfunktion das Anbieten eines Umsteigeknotens zwischen der North London Line und der East London Line. Er ist behindertengerecht ausgebaut und bietet barrierefreien Zugang zu und zwischen den Bahnsteigen an. Der ebenfalls als Umsteigeknoten im Netzplan angezeigte Knoten Dalston Junction/Dalston Kingsland erstreckt sich über zwei stark befahrene Hauptstraßen.

## Betrieb

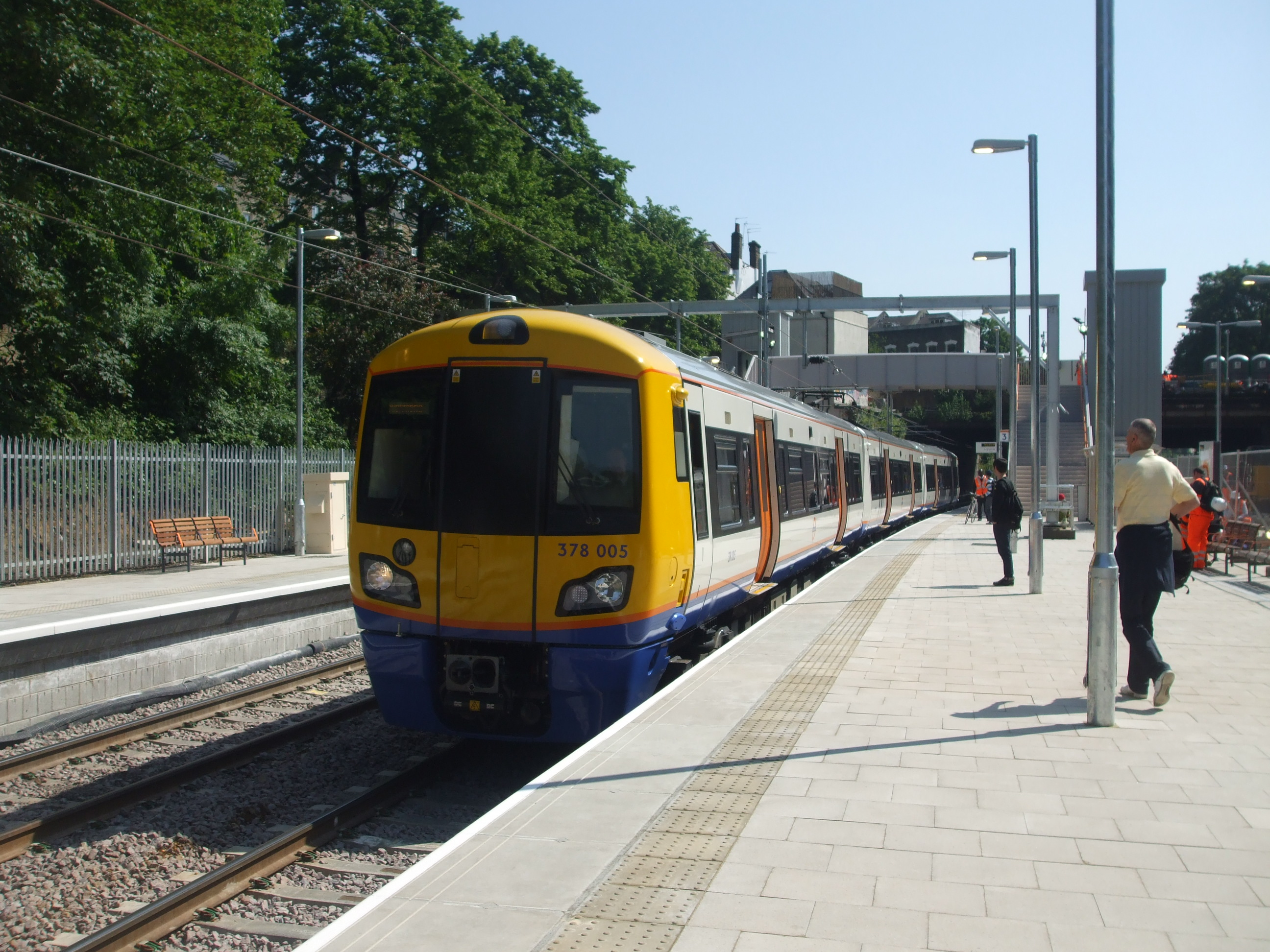
Ein Overground-Zug in Richtung Richmond

Der operative Betrieb wird von London Overground ausgeführt. Nebst der North London Line und der East London Line werden auch Direktverbindungen zur West London Line angeboten.
- Clapham Junction–Kensington (Olympia)–Willesden Junction–Gospel Oak–Canonbury–Stratford (zweimal stündlich)
- Richmond–Willesden Junction–Gospel Oak–Canonbury–Stratford (viermal stündlich)
- Highbury & Islington–Dalston Junction–Whitechapel–New Cross Gate–Crystal Palace (viermal stündlich)
- Highbury & Islington–Dalston Junction–Whitechapel–New Cross Gate–Norwood Junction–West Croydon[5]